# Лобода, Тимофей Тимофеевич
Тимофей Тимофеевич Лобода (1922—1994) — полковник Советской Армии, участник Великой Отечественной войны, Герой Советского Союза (1943).

## Биография
Тимофей Лобода родился 10 июля 1922 года в деревне Оксанина (ныне — Уманский район Черкасской области Украины). Окончил среднюю школу. В 1940 году Лобода был призван на службу в Рабоче-крестьянскую Красную Армию. В 1941 году он окончил Краснодарское стрелково-пулемётное училище. С августа того же года — на фронтах Великой Отечественной войны. В боях семь раз был ранен. К сентябрю 1943 года капитан Тимофей Лобода был помощником по разведке начальника штаба 705-го стрелкового полка 121-й стрелковой дивизии 60-й армии Центрального фронта. Отличился во время битвы за Днепр.
27 сентября 1943 года Лобода во главе разведвзвода скрытно переправился через Днепр в районе села Ясногородка Вышгородского района Киевской области Украинской ССР и пробрался во вражеский тыл. Атаковав немецкие войска, взвод Лободы сумел посеять панику в их рядах, что способствовало успешному захвату плацдарма основными силами. Вскоре Лобода вновь участвовал в переправе через Днепр, на сей раз в районе села Казаровичи того же района. Под его руководством разведвзвод проник в немецкий тыл и захватил важную высоту, после чего два дня удерживал её. В критический момент Лобода поднял взвод в атаку, отбросив противника, лично уничтожив несколько солдат противника, ещё 6 — взяв в плен.
Указом Президиума Верховного Совета СССР от 17 октября 1943 года за «образцовое выполнение заданий командования и проявленные при этом мужество и героизм» капитан Тимофей Лобода был удостоен высокого звания Героя Советского Союза с вручением ордена Ленина и медали «Золотая Звезда» за номером 2777.
После окончания войны Лобода продолжил службу в Советской Армии. В 1947 и 1952 годах он оканчивал Военную академию имени Фрунзе. В декабре 1968 года в звании полковника Лобода был уволен в запас. Проживал в Москве. Скончался 10 февраля 1994 года, похоронен в Твери.
Был также награждён орденами Отечественной войны 1-й и 2-й степени, двумя орденами Красной Звезды, рядом медалей.